# Presidente de Sierra Leona
El presidente de la República de Sierra Leona (en inglés: President of the Republic of Sierra Leone) es el jefe de Estado, la suprema autoridad ejecutiva del país (jefe de Gobierno) y el comandante en jefe de las Fuerzas Armadas sierraleonesas. El presidente es el símbolo de unidad y soberanía nacional. 
El actual presidente de Sierra Leona es Julius Maada Bio, el cual prestó juramento el 4 de abril de 2018, después de un tenso proceso electoral.

## Historia de la Presidencia
Después de la independencia del país en 1961, Sierra Leona se transformó en una monarquía dentro de la Mancomunidad de Naciones británica. El gobierno, por tanto, recayó en un primer ministro elegido por voto popular para un mandato de cuatro años. Las tensiones étnicas entre los distintos grupos (mende, temnes, limba) marcaron la primera etapa de la joven nación. En 1967, el primer ministro Siaka Stevens fue depuesto, poco después de su victoria electoral, por un golpe militar. Sin embargo, tras el gobierno militar (1967-1968) fue repuesto en el cargo un año después. Pero las tensiones políticas y étnicas fueron en aumento que concluyeron con un intento de golpe de Estado en marzo de 1971.
Finalmente en abril de 1971 se produjo un cambio de régimen cuando fue implantada una constitución republicana. El primer presidente del país fue Siaka Stevens, que venía ejerciendo de primer ministro desde 1968. En sus orígenes se trataba de una república parlamentaria pero a partir del referéndum de 1978, se abolió el puesto de primer ministro y pasó a ser una república presidencialista unipartidista liderada por el APC. El presidente fue confirmado en su cargo para un mandato de siete años. Uno de los grandes hitos del presidente Stevens fue la creación de la Unión del Río Mano (MRU por sus siglas en inglés) un proyecto de integración de unión económica entre Sierra Leona y Liberia en 1973.
El gobierno de Stevens se volvió autoritario con la persecución de numerosos opositores. El presidente Stevens se mantuvo en el poder hasta 1985, cuando se retiró y dejó en el cargo a Joseph Momoh. Incapaz de mejorar rápidamente la economía del país, combatir el desempleo y la pobreza se enfrentó al descontento del pueblo y del Ejército, que intentaron un nuevo golpe de Estado en 1987. Sin embargo poco antes de su derrocamiento estalló la guerra civil en el país (1991-2002), cuando el 23 de marzo de 1991el FRU, con el apoyo de las fuerzas especiales del Frente Patriótico Nacional de Liberia (NFLP) del presidente liberiano Charles Taylor, intervino en Sierra Leona en un intento de derrocar al gobierno Momoh.
El presidente Momoh intentó algunas reformas para contentar a la oposición. Así, inició la reforma política que permitió el multipartidismo y dotó al país de una nueva constitución, pero el 30 de abril de 1992, el Consejo Provisional del Gobierno Nacional (NPRC), dirigido por el capitán Valentine Strasser, dio un golpe de Estado y asumió el poder. El presidente Momoh partió al exilio en Guinea.
En enero de 1996, después de casi cuatro años en el poder, Strasser fue derrocado en otro golpe militar, pero esta vez eran los propios miembros del NPRC que no estaban satisfechos con su manejo del proceso de paz. El golpe fue encabezado por su adjunto, el general de brigada Julius Maada Bio, el coronel Tom Nyuma y Capitán Komba Mondeh. Bio rápidamente se convirtió en el líder del golpe y asumió el cargo de jefe de Estado de Sierra Leona. El nuevo hombre fuerte organizó elecciones libres y multipartidistas en marzo de ese año que fueron ganadas por Ahmad Tejan Kabbah del Partido Popular de Sierra Leona. No obstante este gobierno civil no duró mucho, pues en mayo de 1997 un grupo de oficiales descontentos dieron un golpe de Estado y establecieron un nuevo gobierno militar (Consejo Revolucionario de las Fuerzas Armadas, el AFRC). El nuevo gobierno, dirigido por Johnny Paul Koroma del AFRC, unió sus fuerzas al FRU
Como reflejo de la consternación internacional por el derrocamiento del gobierno civil, las fuerzas del ECOMOG (fuerzas de intervención del ECOWAS) intervinieron y recuperaron Freetown en nombre del gobierno civil, pero difícilmente podían controlar otras regiones periféricas. No obstante las fuerzas rebeldes del AFRC/FRU se sentaron en la mesa de negociaciones (Plan de Paz de Conakry) que no fructificaron. Finalmente, el gobierno de Kabbah, con apoyo internacional, negoció en 1999 la paz con los grupos rebeldes (Acuerdo de Paz de Lomé) poniendo fin a la guerra (oficialmente en 2002). Acabada la guerra, la tarea principal Kabbah fue desarmar a las distintas partes involucradas en la guerra y construir la unidad del país. 
Después de concluir el segundo mandato de Kabbah, Sierra Leona ha conocido gobierno estables y democráticos con alternancia de distintos partidos políticos como Ernest Bai Koroma, del APC, y del presidente actual, Julius Maada Bio, antiguo militar golpista, del SLPP.

## Elección
Los candidatos presidenciales deben reunir una serie de requisitos según el artículo 41 de la Constitución. Así, los candidatos deben ser sierraleoneses de nacimiento, ser miembros de un partido político, tener 40 años como mínimo y estar habilitado para ser elegido miembro del Parlamento de Sierra Leona. Según la carta magna del país africano, los candidatos serán nominados por los partidos políticos (en caso de fallecimiento, descalificación o incapacidad será sustituido por otro miembro del partido) y para ser elegidos en primera ronda deberá recibir como mínimo el 55% de los votos. Si ningún candidato lo logra, será necesaria una segunda vuelta (catorce días después) entre los dos candidatos más votados. El vencedor con mayor número de votos será elegido presidente (artículo 42). La elección del presidente se hace mediante leyes emanadas del Parlamento (artículo 44) y confirmada por el Tribunal Supremo del país (artículo 45).

## Mandato presidencial
Según el artículo 46 ningún presidente ocupará el cargo de presidente por más de dos mandatos de cinco años cada uno, sean o no consecutivos los términos. El cargo de presidente es compatible con ser miembro del Parlamento, por lo que su puesto en la cámara legislativa quedará vacante durante su mandato. Así mismo, el presidente no podrá ejercer cualquier cargo público o privado. Durante su mandato, el presidente recibirá un sueldo determinado por la ley; gozará de inmunidad en cualquier proceso civil o penal; y, de una pensión una vez acabe su mandato (artículo 48).  En el apartado 2 del artículo 46 se determina que el mandato presidencial podrá ser ampliado otros cinco años más en el caso de que el país se halle en guerra dentro de su territorio nacional.
El mandato presidencial se considerará vacante cuando se cumpla el artículo 46; cuando el presidente muera, renuncie, dimite (artículo 49) o se vea afectado por algún caso previsto en los artículos 50 (incapacidad física o mental) y 51, que implica la destitución del presidente, por conducta anticonstitucional, aprobada por la mitad de los miembros del Parlamento a través de una moción de censura aprobada por dos tercios de la cámara. No obstante, en referencia a los primeros dos artículos (46 y 49) el presidente no renunciará ni se retirará de este cargo mientras se celebren elecciones generales al Parlamento o en el caso de que se haya declarado un estado de emergencia. Cualquier renuncia o retiro de una persona del cargo de Presidente deberá estar por escrito dirigido al Presidente del Tribunal Supremo (artículo 49).
En cualquier de los casos incluidos en el artículo 46, salvo la limitación de mandatos, será el vicepresidente el que asuma el cargo para el periodo restante del mandato presidencial a partir de la fecha del fallecimiento, renuncia, jubilación o cese. Del mismo modo que asumirá el cargo si el presidente se halla fuera del país o incapacitado temporalmente (enfermedad), según determina el artículo 52. Solo en caso de que el vicepresidente no pueda asumir el cargo. será el portavoz del Parlamento quien asumirá el cargo (artículo 54).

## Facultades constitucionales
El poder ejecutivo corresponde al presidente que puede ejercerlo por iniciativa propia o a través de los miembros del gobierno: jefe de ministros, el vicepresidente o ministros (artículo 53). Los poderes del presidente vienen recogidos ampliamente en la constitución de Sierra Leona (artículo 40):  
- Todo lo referente a la legislación.
- Relación con los estados extranjeros.
- La recepción de los enviados acreditados en Sierra Leona y el nombramiento de los principales representantes de Sierra Leona en el exterior.
- La ejecución de tratados, convenios o convenciones en nombre de Sierra Leona con aprobación parlamentaria.
- El ejercicio de la prerrogativa de gracia (desarrollado en el artículo 63).
- La concesión de Honores y Premios
- La declaración de guerra con aprobación parlamentaria
- Otros asuntos que el Parlamento pueda remitir al presidente.
- Nombramiento de cargos como el vicepresidente (elegido antes de las elecciones presidenciales), ministros y demás miembros del Gabinete.
- Nombramiento de cargos públicos como el fiscal general, el ministro de Justicia, procurador general, director del Ministerio Público y los secretarios del presidente, del vicepresidente y del Gabinete (artículos 67,68 y 69).
- Nombramiento de los miembros del Tribunal Supremo
- Destitución de los miembros del Gabinete salvo el vicepresidente (artículo 58).
- Presidirá las reuniones del Gabinete (artículo 59).

En cuanto a su relación con el poder legislativo. El presidente tendrá derecho a dirigirse al Parlamento en persona o enviar un mensaje al Parlamento para que lo lea su vicepresidente o un ministro en su nombre. (artículo 47). Las leyes emanadas del Parlamento serán firmadas y promulgadas por el presidente de la República (artículo 106), si bien, el presidente se puede negar a firmar una ley que será devuelta al Parlamento dando razones de su negativa (artículo 106). Este mismo artículo determina que si la ley regresa al Parlamento y vuelve a ser aprobada por dos tercios de la cámara, será aprobada inmediatamente.

## Lista de Presidentes (1971-actualidad)
| Espectro político              |
| ------------------------------ |
| APC SLPP Independiente militar |

| Presidente de la República | Presidente de la República      | Presidente de la República                                                                  | Inicio                   | Fin                      | Partido       | Elecciones     | Vicepresidente | Vicepresidente                   | Periodo                                     |
| -------------------------- | ------------------------------- | ------------------------------------------------------------------------------------------- | ------------------------ | ------------------------ | ------------- | -------------- | -------------- | -------------------------------- | ------------------------------------------- |
| -                          |                                 | Christopher Okoro Cole (1921-1990) Presidente interino                                      | 19 de abril de 1971      | 21 de abril de 1971      | Independiente | -              |                | Sorie Ibrahim Koroma (1971-1985) | Primera República unipartidista (1971-1992) |
| 1                          |                                 | Siaka Stevens (1905-1988) Presidente de la República                                        | 21 de abril de 1971      | 28 de noviembre de 1985  | APC           | 1973 1977 1982 |                | Sorie Ibrahim Koroma (1971-1985) | Primera República unipartidista (1971-1992) |
| 2                          |                                 | Joseph Saidu Momoh (1937-2003) Presidente de la República                                   | 28 de noviembre de 1985  | 29 de abril de 1992      | APC           | 1986           |                | Francis Minah (1985-1987)        | Primera República unipartidista (1971-1992) |
| 2                          | Abu Bakar Kamara (1987-1991)    | Joseph Saidu Momoh (1937-2003) Presidente de la República                                   | 28 de noviembre de 1985  | 29 de abril de 1992      | APC           | 1986           |                |                                  | Primera República unipartidista (1971-1992) |
| 2                          | Abdulai Conteh (1991-1992)      | Joseph Saidu Momoh (1937-2003) Presidente de la República                                   | 28 de noviembre de 1985  | 29 de abril de 1992      | APC           | 1986           |                |                                  | Primera República unipartidista (1971-1992) |
| -                          |                                 | Yahya Kanu (¿-1992) Presidente del Consejo Nacional de Defensa Provisional                  | 29 de abril de 1992      | 1 de mayo de 1992        | Militar       | -              |                | Puesto abolido (1992-1996)       | Gobierno Militar (1992-1996)                |
| -                          |                                 | Valentine Strasser (1967-) Presidente del Consejo Nacional de Gobierno Provisional          | 1 de mayo de 1992        | 6 de mayo de 1992        | Militar       | -              |                | Puesto abolido (1992-1996)       | Gobierno Militar (1992-1996)                |
| -                          |                                 | Valentine Strasser (1967-) Presidente del Consejo Supremo de Estado                         | 6 de mayo de 1992        | 17 de enero de 1996      | Militar       | -              |                | Puesto abolido (1992-1996)       | Gobierno Militar (1992-1996)                |
| -                          |                                 | Julius Maada Bio (1964-) Presidente del Consejo Supremo de Estado                           | 17 de enero de 1996      | 29 de marzo de 1996      | Militar       | -              |                | Puesto abolido (1992-1996)       | Gobierno Militar (1992-1996)                |
| 3                          |                                 | Ahmad Tejan Kabbah (1932-2014) Presidente de la República                                   | 29 de marzo de 1996      | 25 de mayo de 1997       | SLPP          | 1996           |                | Albert Joe Demby (1996-1997)     | Segunda República (1996-1997)               |
| -                          |                                 | Johnny Paul Koroma (1960-2017) Presidente del Consejo Revolucionario de las Fuerzas Armadas | 25 de mayo de 1997       | 12 de febrero de 1998    | Militar       | -              |                | Puesto abolido (1997-1998)       | Gobierno Militar (1992-1996)                |
| 3                          |                                 | Ahmad Tejan Kabbah (1932-2014) Presidente de la República                                   | 12 de febrero de 1998    | 17 de septiembre de 2007 | SLPP          | 2002           |                | Albert Joe Demby (1998-1999)     | Segunda República (1998-)                   |
| 3                          | Foday Sankoh (1999-2000)        | Ahmad Tejan Kabbah (1932-2014) Presidente de la República                                   | 12 de febrero de 1998    | 17 de septiembre de 2007 | SLPP          | 2002           |                |                                  | Segunda República (1998-)                   |
| 3                          | Albert Joe Demby (2000-2002)    | Ahmad Tejan Kabbah (1932-2014) Presidente de la República                                   | 12 de febrero de 1998    | 17 de septiembre de 2007 | SLPP          | 2002           |                |                                  | Segunda República (1998-)                   |
| 3                          | Solomon Berewa (2002-2007)      | Ahmad Tejan Kabbah (1932-2014) Presidente de la República                                   | 12 de febrero de 1998    | 17 de septiembre de 2007 | SLPP          | 2002           |                |                                  | Segunda República (1998-)                   |
| 4                          |                                 | Ernest Bai Koroma (1953-) Presidente de la República                                        | 17 de septiembre de 2007 | 4 de abril de 2018       | APC           | 2007 2012      |                | Samuel Sam-Sumana (2007-2015)    | Segunda República (1998-)                   |
| 4                          | Victor Bockarie Foh (2015-2018) | Ernest Bai Koroma (1953-) Presidente de la República                                        | 17 de septiembre de 2007 | 4 de abril de 2018       | APC           | 2007 2012      |                |                                  | Segunda República (1998-)                   |
| 5                          |                                 | Julius Maada Bio (1964-) Presidente de la República                                         | 4 de abril de 2018       | Presente                 | SLPP          | 2018           |                | Mohamed Juldeh Jalloh (2018-)    | Segunda República (1998-)                   |